# Horst von Pflugk-Harttung

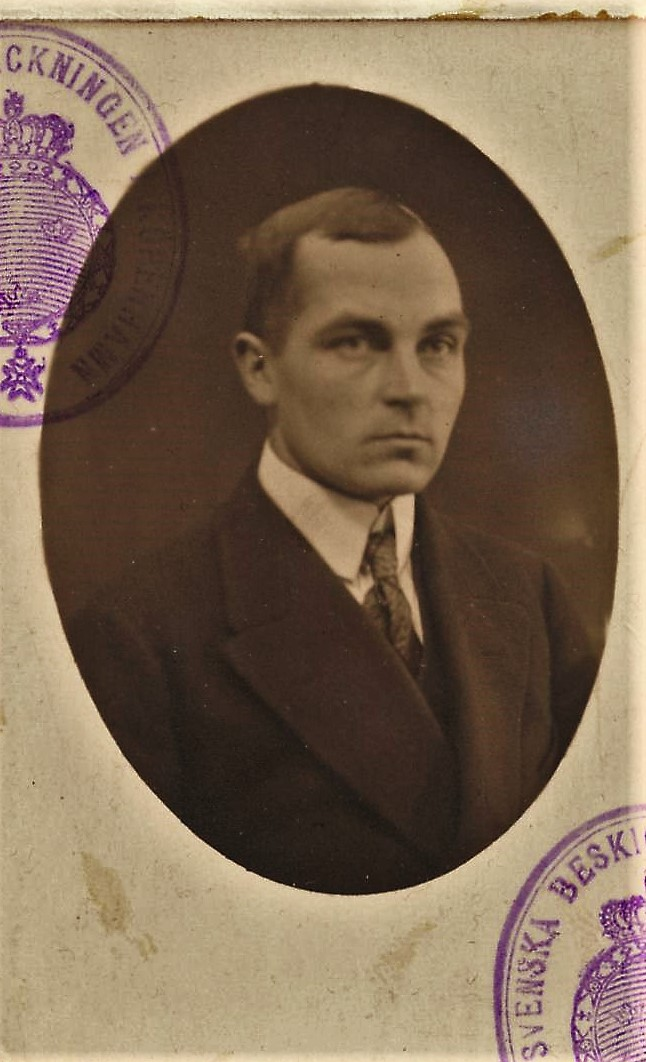
Horst von Pflugk-Harttung (1919)

Horst Gustav Friedrich von Pflugk-Harttung (* 17. Juni 1889 in Basel; † 9. März 1967 in Hamburg) war ein deutscher Marineoffizier. Er war mit seinem jüngeren Bruder Heinz im Januar 1919 direkt an der Ermordung Karl Liebknechts beteiligt. In den 1920er und 1930er Jahren war Pflugk-Harttung für verschiedene deutsche militärische und nachrichtendienstliche Stellen in den skandinavischen Ländern tätig.

## Leben
Horst von Pflugk-Harttung war der älteste Sohn des Historikers Julius von Pflugk-Harttung. Er wuchs in Berlin auf, wo sein Vater als Archivrat am Geheimen Staatsarchiv tätig war. Am 3. April 1907 trat er als Seekadett in die Kaiserliche Marine ein, wurde 1910 Leutnant zur See sowie am 27. September 1913 zum Oberleutnant zur See befördert. Während des Ersten Weltkrieges diente er als Wachoffizier auf Torpedobooten. Bei Kriegsende kommandierte der 1918 zum Kapitänleutnant beförderte Pflugk-Harttung das Torpedoboot S 51.
In den ersten Wochen der Novemberrevolution sammelte Pflugk-Harttung – wahrscheinlich noch in Kiel – andere Marineoffiziere um sich, die ebenso wie er zum bewaffneten Vorgehen gegen die revolutionäre Linke bereit waren. Diese Gruppe wurde als Marineoffiziers-Eskadron beim 5. Ulanenregiment zur Jahreswende 1918/19 in die Garde-Kavallerie-Schützen-Division eingegliedert und ausschließlich für „Sondereinsätze“ herangezogen. Auf Weisung von Hauptmann Waldemar Pabst, der zeitgleich auch die Ermordung von Rosa Luxemburg veranlasste, erschoss ein von Pflugk-Harttung befehligtes Kommando dieser Einheit am Abend des 15. Januar 1919 Karl Liebknecht im Berliner Tiergarten. Den Mord räumte Pflugk-Harttung „gegen die Verpflichtung absoluter Geheimhaltung“ am 16. Januar gegenüber Ernst von Weizsäcker ein, der ihm zur Flucht riet.
Nach kurzer Untersuchungshaft wurde Pflugk-Harttung von dem mit der Leitung der Ermittlungen beauftragten Kriegsgerichtsrat Paul Jorns wieder entlassen, musste aber wie die anderen, inzwischen namentlich bekannten Beteiligten Ende Februar 1919 erneut inhaftiert werden, nachdem Nachforschungen der KPD, der USPD und des Berliner Vollzugsrates den öffentlichen Druck erhöht und einen Prozess unausweichlich gemacht hatten. Pflugk-Harttung konnte sich zusammen mit den anderen betroffenen Offizieren im Gefängnis Lehrter Straße auf die Verhandlung vor dem Feldgericht des Garde-Kavallerie-(Schützen)-Korps unter dem vorsitzenden Richter Kriegsgerichtsrat Ehrhardt vorbereiten. Der zum beisitzenden Richter ernannte Wilhelm Canaris ging zusammen mit Pabst im Gefängnis „aus und ein“; die Türen zu den Zellen wurden nicht abgeschlossen, die Gefangenen verfügten sogar über Waffen. Der Prozess wurde am 8. Mai 1919 förmlich eröffnet. Pflugk-Harttung blieb vor Gericht wie abgesprochen bei der Behauptung, dass Liebknecht im Tiergarten einen Fluchtversuch unternommen habe. Am 14. Mai 1919 wurde er zusammen mit den meisten anderen Tatbeteiligten – die Verurteilung von Otto Runge und Kurt Vogel zu geringen Haftstrafen erfolgte nicht wegen Mordes, sondern u. a. wegen Wachtvergehen bzw. Wachtverbrechen im Felde, versuchtem Totschlag (Runge) und Beiseiteschaffung einer Leiche (Vogel) – freigesprochen und setzte sich mit Hilfe von Canaris über Dänemark nach Schweden ab.
Pflugk-Harttung lebte in den 1920er Jahren in Schweden, wo er verdeckt für deutsche Marinedienststellen tätig war. Er korrespondierte weiterhin mit Pabst, der ihn als schwedischen Vertrauensmann der von ihm projektierten „Weißen Internationale“ vorgesehen hatte. Pflugk-Harttungs Verwicklung in eine illegale Waffenlieferung an schwedische Faschisten um den General Bror Munck (vgl. Korps Munck) zog im Januar 1932 seine Ausweisung nach sich.
Seit 1933 hielt sich Pflugk-Harttung – offiziell zunächst als Korrespondent der Berliner Börsen-Zeitung, später als Vertreter einer Radiofirma – in Kopenhagen auf. Hier baute er ein größeres Agentennetz auf, das sich mit der Ausforschung der deutschen Emigrantengemeinde sowie mit Seefahrts- und Hafenspionage befasste. Die Organisation flog Ende 1938 auf, nachdem der Kommunist Ernst Wollweber den dänischen Behörden über den britischen Geheimdienst Informationen zugespielt hatte. Pflugk-Harttung wurde im Januar 1939 verhaftet und einige Monate später nach Deutschland abgeschoben.
1939 wurde Pflugk-Harttung als Kapitänleutnant reaktiviert, im Frühjahr 1941 folgte die Beförderung zum Kapitän zur See. Bis 1942 war er als Referent im Amt Ausland/Abwehr des OKW tätig und leitete anschließend bis 1944 die Dienststelle des Marinesonderdienstes in Bordeaux. 1944 oder 1945 geriet er in amerikanische Kriegsgefangenschaft, wurde später britischen Stellen übergeben und 1947 aus dem Internierungslager Eselheide entlassen. Von 1950 bis zu seinem Tod am 9. März 1967 lebte Pflugk-Harttung als Kaufmann in Hamburg.
Sein Bruder Heinz von Pflugk-Harttung war ebenfalls in die Ereignisse 1919 verwickelt.